# ثيودور تومسون فلين
ثيودور تومسون فلين (بالإنجليزية: Theodore Thomson Flynn)‏ هو عالم حيوانات أسترالي، ولد في 11 أكتوبر 1883 في Coraki, New South Wales ‏ في أستراليا، وتوفي في 23 أكتوبر 1968 بسبب مرض.